# Мулини (Комо)
Мулини је насеље у Италији у округу Комо, региону Ломбардија.
Према процени из 2011. у насељу је живело 385 становника. Насеље се налази на надморској висини од 279 м.